# 三江口站
三江口站是位于辽宁省昌图县三江口镇的一个铁路车站，邮政编码112519。车站建于1917年，有平齐铁路经过该站，现办理客货运业务，车站及其上下行区间均未电气化。车站距离四平站64公里，隶属沈阳铁路局通辽车务段，是四等站。